# Asterocheres simulans
Asterocheres simulans är en kräftdjursart som beskrevs av T. Scott 1894. Asterocheres simulans ingår i släktet Asterocheres, och familjen Asterocheridae. Arten har ej påträffats i Sverige.